# ジョン・フォーテスキュー

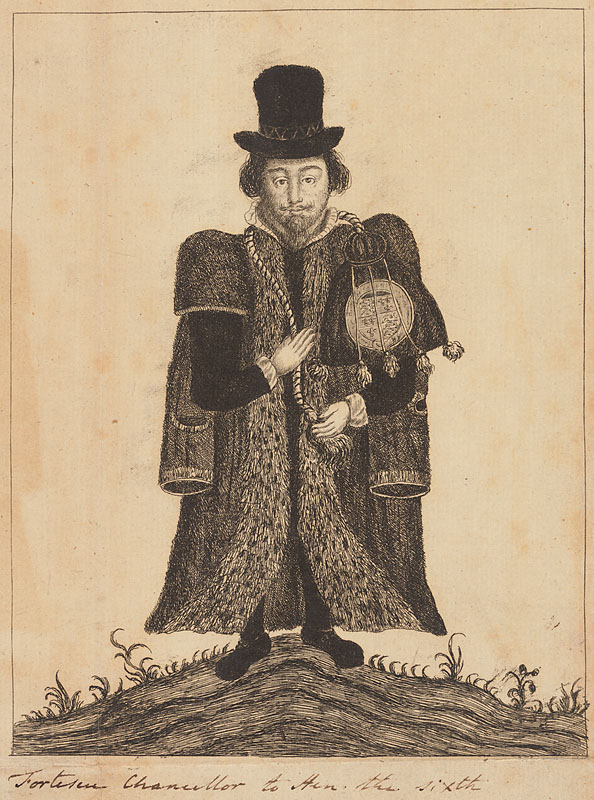
ジョン・フォーテスキュー

ジョン・フォーテスキュー（Sir John Fortescue、1394年 - 1480年）は、イギリスの法学者、政治家。主著は『イングランド法の礼賛について』、『イングランド王国の統治について』、『自然法論』などがある。古き国制の思想を背景に、自然法についての思索を深め、イギリスの立憲政体の基礎となるコモン・ロー、法の支配の発展に大きく寄与したとされている。「一人の人間を誤って死罪にするよりも、20人の犯罪人が死罪を免れるほうがましである」との言葉が有名。